# Премьер-министр Аландских островов
 Лантрод  (швед. lantråd) — глава правительства Аландских островов — автономной, шведскоязычной территории в Финляндии. Выбирается парламентом автономной провинции и затем формально утверждается президентом Финляндии. Уходит в отставку вместе со всем правительством после каждых парламентских выборов, а также по личному заявлению и в некоторых других случаях.
С 11 декабря 2023 года правительство Аландов возглавляет Катрин Шёгрен, лидер Аландской либеральной партии, сформировавшая правительство Аландов. Возглавляемый ей кабинет стал 15-м по счёту в истории Аландов. В целом в период с момента получения статуса автономии в 1921 году было произведено 15 назначений на должность руководителя правительства.

## Список премьер-министров Аландских островов (1922 — настоящее время)
| № кабинета   | Премьер-министр     | Период работы на посту           | Дней |
| 1-й кабинет  | Бьёркман, Карл      | 10 июля 1922 — 30 декабря 1938   |      |
| 2-й кабинет  | Страндфэльт, Виктор | 30 декабря 1938 — 1 января 1955  |      |
| 3-й кабинет  | Юханссон, Хуго      | 1 января 1955 — 28 марта 1967    |      |
| 4-й кабинет  | Исакссон, Мартин    | 28 марта 1967 — 1 июля 1972      |      |
| 5-й кабинет  | Хэггблум, Аларик    | 1 июля 1972 — 1 января 1979      |      |
| 6-й кабинет  | Войвалин, Фолке     | 1 января 1979 — 20 апреля 1988   |      |
| 7-й кабинет  | Эрикссон, Суне      | 20 апреля 1988 — 28 ноября 1991  |      |
| 8-й кабинет  | Эрландссон, Рагнар  | 28 ноября 1991 — 24 ноября 1995  |      |
| 9-й кабинет  | Янссон, Рогер       | 24 ноября 1995 — 3 декабря 1999  |      |
| 10-й кабинет | Нордлунд, Рогер     | 3 декабря 1999 — 26 ноября 2007  |      |
| 11-й кабинет | Эрикссон, Вивека    | 26 ноября 2007 — 25 ноября 2011  |      |
| 12-й кабинет | Гунелл, Камилла     | 25 ноября 2011 — 20 октября 2015 |      |
| 13-й кабинет | Шёгрен, Катрин      | 25 ноября 2015 — 18 октября 2019 |      |
| 14-й кабинет | Тёрнрос, Вероника   | 25 ноября 2019 — 11 декабря 2023 |      |
| 15-й кабинет | Шёгрен, Катрин      | с 11 декабря 2023                |      |